# Pompa y circunstancia (capítulo)
Pompa y circunstancia  es el décimo segundo capítulo del ciclo de unitarios ficcionales del programa Historias de corazón, emitido por Telefe. Este episodio se estrenó el día 2 de abril de 2013.

## Trama
René (Virginia Lago) y Silvia (Silvia Kutika) son amigas hace muchos años, que por circunstancias de la vida, René es viuda y Silvia divorciada. Por esas circunstancias, ambas deciden vivir juntas. Al mudarse a un pueblo en donde todos se conocen, en donde todos se juzgan, su situación se complica debido a las calumnias que amenazan con destruirles sus vidas.

## Elenco
- Virginia Lago - René
- Silvia Kutika - Silvia
- Héctor Calori -
- Mónica Cabrera -
- Paola Papini -
- Stella Galazzi -
- Agustín Sierra -

## Ficha técnica
- Autor: María de la Mercedes Hernando
- Coordinación autoral: Esther Feldman
- Producción ejecutiva: Susana Rudny
- Dirección: Grendel Resquin